# Maximiliano Pereira (Fußballspieler, 1993)
Maximiliano Pereira, vollständiger Name Maximiliano Rodrigo Pereira Cardozo (* 25. April 1993 in Montevideo; † 26. Dezember 2020 in Minas) war ein uruguayischer Fußballspieler.

## Karriere

### Verein
Der nach Angaben seines Vereins 1,82 Meter große Abwehrspieler – nicht zu verwechseln mit seinem ungleich berühmteren Landsmann Maximiliano Pereira – entstammt der Jugendmannschaft des Club Atlético Cerro. Seit der Rückrunde (Clausura 2012) der Spielzeit 2011/12 kam er auch in der in der Primera División antretenden Ersten Mannschaft Cerros zum Einsatz. Bis zum Abschluss der Saison 2012/13 lief er in 18 Ligaspielen auf und stand dabei jeweils in der Startelf. 2013/14 wurde er in weiteren zwölf Ligapartien eingesetzt. Ein Ligator erzielte er bislang nicht. In der Apertura der Saison 2014/15 wurde er in einem Erstligaspiel (kein Tor) eingesetzt. Im Februar 2015 schloss er sich sodann dem Zweitligisten Miramar Misiones an, für den er in der in der Clausura 2015 neun Zweitligapartien (zwei Tore) bestritt. In der Apertura 2015 wurde er dreimal (kein Tor) in der Segunda División eingesetzt. Ende Januar 2016 wechselte er zum Erstligisten Racing Club de Montevideo. In der Clausura 2016 bestritt er sieben, in der Saison 2016 14 Erstligapartien. Ein Torerfolg gelang ihm dabei nicht.
In der Folge war er auch in Bolivien und Paraguay aktiv, Anfang 2020 gewann er mit Liverpool Montevideo gegen Nacional Montevideo den uruguayischen Supercup.

### Nationalmannschaft
Pereira gehörte der U-20-Auswahl Uruguays an. Bereits Anfang Juli 2012 wurde er vom seinerzeitigen Trainer Juan Verzeri für einen Trainingslehrgang der U-20 nominiert. Auch für das Länderspiel am 10. September 2012 in La Rochelle gegen Frankreich wurde Pereira in den erweiterten 35-Mann-Kader der U-20-Nationalmannschaft berufen.

## Tod
Maximiliano Pereira verunglückte am 26. Dezember 2020 bei einem Ausflug zum Wasserfall Salto del Penitente tödlich. Er rutschte im Beisein seiner Ehefrau auf rutschigem Untergrund aus und ertrank. Sein Leichnam wurde am Folgetag von Tauchern geborgen.